# RAEC Mons
RAEC Mons este un club de fotbal din Mons, Belgia, care evoluează în Divizia Secundă.